# Anbetung der Könige (Filippino Lippi)
Die Anbetung der Könige ist ein Gemälde von Filippino Lippi für den Hochaltar von San Donato a Scopeto aus dem Jahr 1496. Es hängt heute in der Galerie der Uffizien in Florenz.

## Provenienz

### Auftraggeber: Mönchsorden des Klosters San Donato a Scopeto
Seit 1420 hatte der Reformorden der Augustiner, der Canonici Regolari di Salvatore, gen. Scopetani, in dem schon früher bestehenden Kloster seinen Sitz. Das Kloster vor dem Römischen Tor in Florenz war in keinem guten Zustand, so dass es von den Mönchen neu errichtet und ausgestattet wurde. Im November wurde S.D.a.S. bei der Assedio di Firenze des Jahres 1529 komplett zerstört, bzw. abgerissen. Nur die um 1000 entstandene Vorhalle und die Altartafel von Filippino wurden in das Nachfolgekloster San Jacopo sopr’ Arno übernommen.

### Filippino Lippi Anbetung der Könige
Die Anbetung der Könige war ein Folgeauftrag des Mönchordens San Donato a Scopeto an Filippino Lippi. Bei diesem hatten die Mönche auf Komplikationen, die noch im Vertrag mit seinem Vorgänger Leonardo vorhanden waren, verzichtet. Sie verkauften das Stück Land in Valdensa, das Leonardo für seine Arbeit erhalten sollte und bezahlten Filippino die daraus hervorgehenden 300 Fiorini in bar aus.
Auf der Rückseite des Bildes steht: FILIPPINUS ME PINSIT DE LIPPIS FLORENTINUS ADD XXIX DI MARZO MCCCCLXXXXVI. Durch eine Restaurierung wurde die Mitarbeit anderer Künstler nachgewiesen.

## Bildbeschreibung
Vor einer Ruine befindet sich Maria mit dem Jesus-Kind, direkt hinter ihr sind rechts Josef, links Ochse und Esel zu erkennen. Um sie sind in einer Dreieckskomposition, die besonders durch die verwendete Farbigkeit gelingt, weitere Personen abgebildet, unter denen die drei heiligen Könige im Vordergrund zu erkennen sind. Die Affekte der Anwesenden sind sehr unterschiedlich. Während die drei heiligen Könige Gottes Sohn bereits erkannt haben, zeigen sich andere verwundert und aufgebracht. Das Jesuskind selbst ist in seiner Körperdrehung bereits zum zweiten König nach rechts ausgerichtet, wendet sich jedoch noch mit Kopf und Fuß dem ältesten König nach links zu.
Im Hintergrund ist wohl die Gefolgschaft der drei Heiligen Könige sowie eine Stadt mit vielen Türmen zu sehen.
Ganz links im Bild mit Astrolarium kniet Pierfrancesco de’ Medici der Ältere (bereits 1476 verstorben), hinter ihm stehen seine Söhne Lorenzo, Herr von Piombino, und Giovanni, Botschafter von Caterina Sforza. (“E vi rictrasse in figura d’uno astrologo che ha in mano un quadrante Pier Francesco Vecchio de Medici, figliuolo di Lorenzo di Bicci, e similmente S(ignior) Giovanni fratello, et altri segnalti personaggi.”)
Die Medici haben aufgrund Girolamo Savonarolas auf ihren Machtanspruch verzichtet. Die wird auf dem Gemälde stellvertretend durch Giovanni, der sich die Krone abnehmen lässt, dokumentiert. (So wird zeitpolitisches Geschehen in Form von Porträts dargestellt.)
Weitere Figuren haben porträthafte Züge, hier ist aber keine klare Zuordnung gelungen.
Filippino hat für die Anbetung der Könige keinen Entwurf zur Gesamtkomposition gemacht, dennoch „gehört die Anbetung der Könige zu seinen sorgfältigst vorbereiteten und ausgeführten Schöpfungen, für die sich noch einige Studienblätter (…) nachweisen lassen.“ Zudem meint Scharf: „Seine Darstellung bewegt sich durchaus auf der Linie seiner manieristischen Stiltendenz. Wie er selbst an der Grenzscheide zweier Zeitalter steht, so gehört die Anbetung der Könige, ihrem Gehalt nach in der Empfindungswelt des späten Quatrocentos wurzelnd, als formalkünstlerisches Gebilde weit mehr der Zukunft als der Gegenwart an.“

## Anstückung an die Pala

### Beschreibung der Anstückung
Die grundierte Tafel bekam im Nachhinein eine 14,5 cm breite Anstückung. Sie ist durch vier große Nägel an die eigentliche Tafel geführt. Für die Nägel wurde im Kern des Brettes ein Kanal gelegt. Auf der Rückseite ist ein 20 cm breite und 3 cm dicke Leiste mit vielen kleinen Nägeln angebracht. Diese Leiste greift nicht in die Tafelsubstanz ein. Der restliche Teil der Pappelholztafel besteht aus nahezu perfekt gefugten, längsgemaserten Brettern. An der Rückseite befindet sich eine 13 cm dicke Querverstrebung aus Tannenholz. Sie ist 2,5 cm in die 4 cm dicke Tafel eingelassen und hält die Bretter der mittleren Partie zusammen. Dazu dienen auch Schwalbenschwänze jenseits der Verstrebung. Dieses ist eine symmetrische, für das Quattrocento übliche Machart für eine Tafel. Die Anbringung der Schwalbenschwänze vor der Anstückung belegt die spätere Ergänzung.

### Gründe für die Anstückung
Es gibt drei mögliche Gründe für die Erweiterung der Tafel: der Wunsch, an vorgehobener Stelle – an der bei Leonardo Johannes gezeigt ist – einen Cicerotyp (der in das Geschehen als Intercessore erzählerisch einführt) und bzw. oder ein Porträt zu zeigen. Auch die Hervorhebung der Landschaft, in der sich das Geschehen vollzieht, bzw. das Darstellen der Tempelfragmente – die als Überwindung des Heidentums verstanden werden – könnten Anlass gewesen sein.

## Vergleich zwischen Filippinos und Leonardos Anbetung der Könige

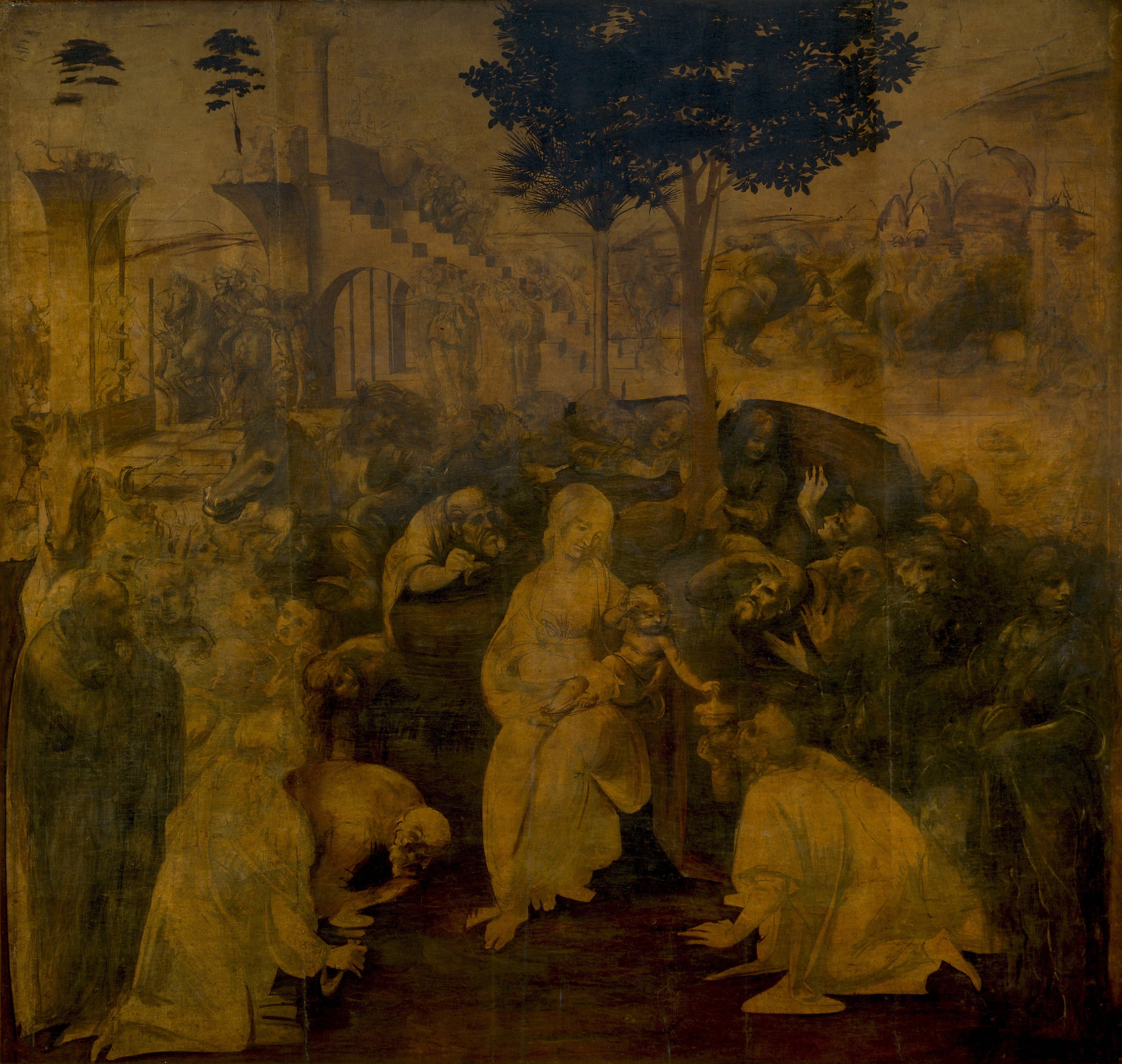
Leonardos Anbetung der Könige aus dem Morgenland

Links und mittig der Tafel gibt es wenig Ähnlichkeiten in der Komposition zu Leonardos Anbetung der Könige aus dem Morgenland, was ein unabhängiges Schaffen Filippinos innerhalb dieses Bereiches belegt. Dennoch ist hier die Figurenauffassung sehr nah an der Leonardos, was er demnach ohne direkte Vorlage geschafft haben muss – sollte die Figurenkomposition von ihm selbst stammen.

### Gemeinsamkeiten bzw. Ähnlichkeiten zu Leonardos Werk
- Übereinstimmungen finden sich bei den Figuren, dem Raum und dem Betrachter-Standpunkt.[7] „(Both) share a high horizon, slightly raised viewpoint, space receding into the far distance, and a central Figural Group posed before a rock formation in the middle of the landscape.“
- Der Bärtige hinter dem auf einem Fels kauernden Jüngling rechts und der Jüngling mit auffälliger Gebärde hinter dem Kauernden sind Kopien von Leonardo des auf das Kind schauenden Alten und des zum Himmel blickenden Jünglings hinter ihm.[8]
- Die Gesamte rechte Seitengruppe (ausgenommen die unwichtigeren Personen) ist sich ähnlich.[6]
- Erklärer und Person, in der Johannes angenommen wird, befinden sich bei beiden Werken an der gleichen Stelle.
- Die Kopfhaltung der knienden Könige ist ähnlich, wenn auch seitenverkehrt. (Allerdings ist die Haltung zu der Zeit häufig in Florenz.)
- Filippino steigert die Unruhe Leonardos noch durch Unordnung. Er mindert – nach Scharf – die zentrale Rolle Marias, indem hinter ihr Personen erhöht dargestellt werden.[9] Nach meinem Verständnis wird dieser Einschätzung aber durch die sich ergebende zentralere Position Marias im Bild entgegengewirkt. (Maria wandert im Bild wieder weiter nach hinten, wie man es aus der Bildtradition her kennt.)

### Unterschiede
- Rechts im Bild zeigt Leonardo alle Personen beim spontanen Betrachten des Kindes, während die Personen links entweder ankommen oder sich über das Gesehene unterhalten.[10]  Dennoch stehen die Gruppen miteinander im Kontext. Die Könige lassen sich sowohl den jeweiligen Seitengruppen, als auch der Mittelgruppe zuordnen und sind damit evtl. als Bindeglied zwischen Christus und Menschen zu deuten.[11]
- Auf der Leonardo-Tafel ist ein späterer Zeitpunkt als bei Filippino zu erkennen: der zweite König überreicht dem Kind das Geschenk, während bei Filippino der Moment direkt zwischen erster und zweiter Übergabe der Königsgeschenks zu sehen ist – also der Moment vor Überbringung des Weihrauchgefäße. Dieser galt als Verweis auf den Opferungstod Christi, der während der Messe liturgisch wiederholt wird. Hier zeigt sich ein Bezug zur Eucharistie, wie er für Altartafeln üblich ist.[12]

### Vorbilder für die Anbetung der Könige
- Hochaltarbild für San Marco, Fra Angelico, um 1438–40 (in Hinblick auf Hierarchie akzentuierender Aufbau)
- Anbetung der Könige für Gaspare del Lama, Sandro Botticelli, um 1472–75 (in Hinblick auf halbkreisförmigen Aufbau)
- Portinair-Altar, Hugo van Goes, um 1478 in Florenz aufgestellt (in Hinblick auf Ausdruck)